# Život je sklopio krug
"Život je sklopio krug" ("A Vida chega com um círculo cheio") foi a canção que representou a antiga Jugoslávia no Festival Eurovisão da Canção 1964 que se realizou em 21 de maio desse ano.
A referida canção foi interpretada em bósnio por Sabahudin Kurt. Foi a décima-terceira canção a ser interpretada na noite do festival, a seguir à canção italiana "Non ho l'età", cantada por Gigliola Cinquetti e antes da canção suíça "I miei pensieri", interpretada por Anita Traversi. A canção jugoslava terminou em décimo-terceiro, empatada com as canções de Portugal, Suíça e Alemanha, todas com os indesejados 0 pontos. No ano seguinte, em 1965, a Jugoslávia foi representada com o cantor Vice Vukov que interpretou o tema "Čežnja".

## Autores
- Letrista: Stevan Raičković
- Compositor: Srđan Matijević
- Orquestrador: Radivoj Spasić

## Letra
A canção mostra-nos Sabahudin cantando que "não há como escapar, a vida chegou como um círculo cheio"